# Daniil Khlusevich
Daniil Andreyevich Khlusevich (en ruso: Даниил Андреевич Хлусевич, en ucraniano: Данило Андрійович Хлусевич; Simferópol, Ucrania, 26 de febrero de 2001) es un futbolista ruso. Juega de centrocampista y su equipo es el F. C. Spartak de Moscú de la Liga Premier de Rusia. Es internacional absoluto por la selección de Rusia desde 2022.

## Trayectoria
Debutó en la Liga Premier de Rusia el 4 de julio de 2020 con el PFC Arsenal Tula ante el FC Dinamo Moscú, en reemplazo de Aleksandr Lomovitsky al minuto 83.
El 1 de noviembre de 2021 fichó por cuatro años y medio por el F. C. Spartak de Moscú.

## Selección nacional
Nacido en Crimea, adquirió la ciudadanía rusa en 2014 tras la anexión de Crimea por Rusia.
Debutó con la selección de Rusia el 24 de septiembre de 2022 ante Kirguistán.

## Estadísticas
Actualizado al último partido disputado el 24 de mayo de 2025.
| Club                           | Div.          | Temporada     | Liga  | Liga  | Copas nacionales | Copas nacionales | Copas internacionales | Copas internacionales | Total | Total |
| Club                           | Div.          | Temporada     | Part. | Goles | Part.            | Goles            | Part.                 | Goles                 | Part. | Goles |
| ------------------------------ | ------------- | ------------- | ----- | ----- | ---------------- | ---------------- | --------------------- | --------------------- | ----- | ----- |
| P. F. C. Arsenal Tula · Rusia  | 1.ª           | 2018-19       | 0     | 0     | 1                | 0                | —                     | —                     | 1     | 0     |
| P. F. C. Arsenal Tula · Rusia  | 1.ª           | 2019-20       | 5     | 1     | 0                | 0                | —                     | —                     | 5     | 1     |
| P. F. C. Arsenal Tula · Rusia  | 1.ª           | 2020-21       | 25    | 3     | 3                | 0                | —                     | —                     | 28    | 3     |
| P. F. C. Arsenal Tula · Rusia  | 1.ª           | 2021-22       | 16    | 4     | 2                | 1                | —                     | —                     | 18    | 5     |
| P. F. C. Arsenal Tula · Rusia  | Total club    | Total club    | 46    | 8     | 6                | 1                | 0                     | 0                     | 52    | 9     |
| F. C. Spartak de Moscú · Rusia | 1.ª           | 2021-22       | 9     | 0     | 3                | 0                | 0                     | 0                     | 12    | 0     |
| F. C. Spartak de Moscú · Rusia | 1.ª           | 2022-23       | 26    | 0     | 9                | 0                | —                     | —                     | 35    | 0     |
| F. C. Spartak de Moscú · Rusia | 1.ª           | 2023-24       | 24    | 5     | 10               | 0                | —                     | —                     | 34    | 5     |
| F. C. Spartak de Moscú · Rusia | 1.ª           | 2024-25       | 13    | 0     | 5                | 0                | —                     | —                     | 18    | 0     |
| F. C. Spartak de Moscú · Rusia | Total club    | Total club    | 72    | 5     | 27               | 0                | 0                     | 0                     | 99    | 5     |
| Total carrera                  | Total carrera | Total carrera | 118   | 13    | 33               | 1                | 0                     | 0                     | 151   | 14    |

## Palmarés

### Títulos nacionales
| Título        | Club                   | País  | Año     |
| ------------- | ---------------------- | ----- | ------- |
| Copa de Rusia | F. C. Spartak de Moscú | Rusia | 2021-22 |